# Relaciones España-Laos
Las relaciones España-Laos son las relaciones internacionales entre el Reino de España y la República Democrática Popular Lao. 

## Relaciones diplomáticas
España y Laos no mantienen embajadas residentes en sus respectivos territorios. No obstante, en los últimos años se han intensificado los contactos oficiales en el marco de encuentros multilaterales, especialmente en foros internacionales como la Organización de las Naciones Unidas (ONU) y el Foro Asia–Europa (ASEM). En noviembre de 2012, el ministro de Asuntos Exteriores español de entonces, José Manuel García-Margallo, participó en la Cumbre de ASEM celebrada en Vientián. Posteriormente, en julio de 2014, el ministro se reunió en Bruselas con el viceministro de Asuntos Exteriores de Laos durante la Reunión Ministerial UE–ASEAN. Las relaciones bilaterales se desarrollan en el contexto de los vínculos entre Laos y la Unión Europea, uno de los principales donantes y socios comerciales del país asiático.

## Relaciones económicas
Los intercambios comerciales son muy escasos en ambos sentidos y no existe ninguna empresa española instalada en el Laos. Lo más importante es el creciente número de turistas españoles en Laos. Según el Ministerio de Turismo de Laos, en 2014 se recibieron 5.000 turistas españoles, lo que supuso un aumento del 10% respecto al año anterior. El turismo constituye la segunda fuente de ingresos de la economía laosiana después de la minería. Según el Registro Español de Inversión Extranjera no se han registrado operaciones de inversión española en Laos ni de inversión laosiana en España.

## Cooperación
El grueso de la cooperación española se articula a través de la UE. Laos es un país de renta baja que no figura entre las prioridades de la cooperación española. Las actividades de cooperación se limitan a proyectos de pequeña envergadura por parte de entidades locales y CCAA.

## Misiones diplomáticas
- España no tiene embajada en Laos, pero su embajada en Bangkok está también acreditada para este país.[4]
- Laos no tiene embajada en España, pero su embajada en París está también acreditada para este país.[5]